# Sette baschi rossi
Sette baschi rossi è un film del 1969 diretto da Mario Siciliano.

## Trama
I baschi rossi sono mercenari operanti nel Congo. Un villaggio è stato invaso da truppe congolesi nemiche, perdendo soldati governativi e un importante documento. Il capitano De Brand viene incaricato di recuperare il documento.